# Escuela Normal Superior Santiago de Tunja
La Escuela Normal Superior Santiago de Tunja, hasta 1999 Escuela Normal Nacional de Varones de Tunja, es una institución educativa con sede principal en la ciudad de Tunja, Colombia. Se considera la Escuela Normal Superior más importante de Colombia. Fue creada bajo la Ley 2 de 1870 e inicialmente dirigida por el pedagogo Ernesto Hotschik quien conformaria, junto con ocho pedagogos con un alto nivel de preparación, la Primera Misión Alemana contratada para asesorar y organizar técnicamente las Escuelas Normales del país en las respectivas capitales de los Estados Unidos de Colombia.

## Historia
La Escuela Normal Superior Santiago de Tunja, fue creada mediante la Ley 30 de mayo de 1868 y 2 de julio de 1870 y el Decreto Orgánico de la Institución Pública del 1° de noviembre de 1870 Art. 132, el cual establece que en cada capital de los Estados Integrados de la Unión, funcionará una Escuela Normal para la formación de maestros idóneos; y el Art. 135 de la misma ley 30, establece una Escuela Anexa para la Escuela Normal como Centro Experimental Piloto donde se realizarían las prácticas de métodos de enseñanza, estrategias pedagógicas e innovaciones educativas.

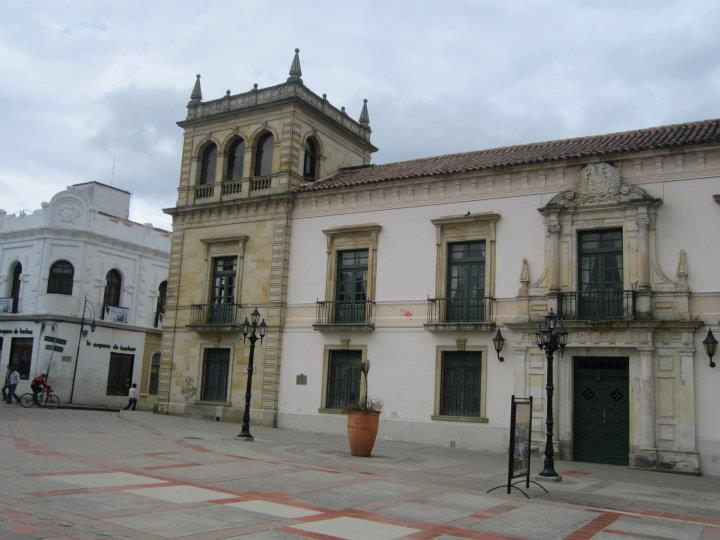
Palacio de la torre, sitio donde empezó a funcionar la Escuela Normal

Hacia el año 1926 vino a la Escuela Normal la segunda Misión Alemana, a la cabeza del ilustre pedagogo Julius Sieber y se adoptó el nuevo modelo pedagógico “Escuela Nueva”, esta metodología dirigida a cimentar una educación más acorde con la psicología infantil. En el año 1931, se organiza en la Escuela Normal un Curso Suplementario de Educación que se considera como el origen de la primera facultad de Educación que se fundó en el país y a la vez el cimiento de la Universidad Pedagógica y Tecnológica de Colombia.
Años más tarde, mediante Resolución N° 036 del 1° de febrero de 1972, emanada de la Rectoría de la Universidad Pedagógica y Tecnológica de Colombia, se legaliza la apertura del Bachillerato Nocturno Miguel Jiménez López, formando parte de la Unidad Docente de la Escuela Normal Nacional de Varones. En 1975, mediante Resolución N° 7704 del 28 de octubre, el Ministerio de Educación Nacional da potestad a la Escuela Normal Nacional de Varones para expedir el diploma de Bachiller de la sección nocturna y contó con la aprobación de estudios hasta 1996, según Resolución N° 000615 de octubre de 1992.
Así mismo, la Escuela Anexa Rural “El Salvial” es creada en 1971 con el fin de ofrecer un espacio experimental a los educandos. Posteriormente, el 7 de febrero de 1972, mediante Resolución Rectoral N° 056 de la Universidad Pedagógica y Tecnológica de Colombia, se crea el Jardín Infantil para beneficiar a la niñez en edad Preescolar y brindar un campo de práctica a los estudiantes de la Escuela Normal. A partir de 1976, la Concentración “Amparo del Niño” es afiliada a la Escuela Normal Nacional de Varones, con el fin de que el maestro se proyecte socialmente.
Mediante Resolución número 4265 del 17 de noviembre de 1999 y producto de las reformas estructurales que el Ministerio de Educación Nacional realizó en las Escuelas Normales a nivel nacional, cambia la razón social de Escuela Normal Nacional de Varones de Tunja a Escuela Normal Superior Santiago de Tunja; y de la misma manera el título otorgado en grado once, de Bachiller Pedagógico a Bachiller Académico con énfasis en Pedagogía. Producto de dicha reforma se crea el Programa de Formación Complementaria ofreciendo los grados doce y trece para estudiantes normalistas que continúan la formación docente; y un semestre introductorio adicional para quienes no provienen de Escuelas Normales Superiores. El título otorgado a quienes culminen el Programa de Formación Complementaria es el de Maestro Superior, el cual lo habilita para ejercer la carrera docente en los niveles de preescolar y primaria.
La Resolución del Ministerio de Educación Nacional número 10381 del 26 de noviembre de 2010, autoriza continuar con el funcionamiento del Programa de Formación Complementaria.
Mediante Decreto 1421 del 29 de agosto de 2017, se reglamentó el marco de la educación inclusiva para atender educativamente a la población con discapacidad.
Mediante la Resolución número 001452 del 7 de febrero de 2019, el Ministerio de Educación Nacional habilita a la Escuela Normal, durante los próximo 8 años para continuar formando Maestros Superiores

## Organización
La institución actualmente cuenta con: 
- 3 Sedes: Central, Jardín Infantil y Parque Pinzón
- un equipo de 137 docentes pos graduados en Ciencias de la Educación, con Título de Especialización y Maestría en las correspondientes áreas de Colombia

En su organización escolar y administrativa posee:
- 6 Coordinadores en los diferentes niveles de educación.
- Equipo de Consejería y Apoyo Escolar, para todos los niveles y jornadas.
- Bibliotecario.
- Enfermero.
- Planta Administrativa, y de Servicios Generales.
- Un número de estudiantes que asciende a 3.500, de los cuales, 85 poseen limitaciones cognitivas, 45 se encuentran integrados al aula regular y 40 en Aula especializada.